# 闪灵 (小说)
《闪灵》（英語：The Shining）是一本由美国作家史蒂芬·金所写的恐怖小说，於1977年出版。这是史蒂芬·金發表的第三部小说，该书的成功牢固的奠定了他在此类小说流派中优秀作家的地位。其設定和角色都是受史蒂芬·金的個人經歷所影響的，包括他在1974年住過史丹利酒店，以及他從酗酒中康復過來。根据该书拍成的电影《鬼店》由史丹利·庫柏力克导演，在1980年上映，但史蒂芬·金認為那沒有拍出他原著的風貌，所以1997年依原著重拍成电视迷你剧《史蒂芬金之鬼店》。小說續集是《安眠醫生》，在2013年出版。
中文版首次於1980年7月31日由好時年出版社出版——《幽光》，該版本現已絕版。2012年9月3日，皇冠出版社重新出版《鬼店》。

## 故事梗概
傑克·托倫斯（Jack Torrance）是个情绪不稳定的作家，他因为酗酒问题而丢掉了他在预科学校教书的工作，眼下正试图重建他和他全家的生活。戒酒之后，他接受了一份在冬天维护科罗拉多州一个偏僻酒店的工作，期盼做好这份工作能帮他恢复负责男人的形象，同时写完一个有前途的剧本，让他的职业生涯重见光明。于是他和他的妻子溫蒂（Wendy）以及小儿子丹尼（Danny）搬到了全景酒店（Overlook，有俯瞰和忽视的双关含义）。丹尼是个具有稱為「閃靈」（the shining）能力的心灵感应者，而且对超自然的力量十分敏感。而这家酒店则受到一种生命力量的控制，或者酒店本身就是有意识的，依赖有精神能量的人维持生存。丹尼对酒店的危险有了不祥预感，开始见到鬼魂和属于酒店的过去的恐怖幻景，但他把这些都当作是与现实世界无关的东西而忍受了下来。他清楚父亲看管酒店的工作对家庭的未来非常重要，也因此而没有把他所察觉到的事情告诉他的父母亲。试图占有丹尼而没能成功后，酒店便转而开始控制傑克，通过搅乱他的工作而使他的精神变得越来越不稳定，让傑克逐渐朝着它的目的变化。

## 背景

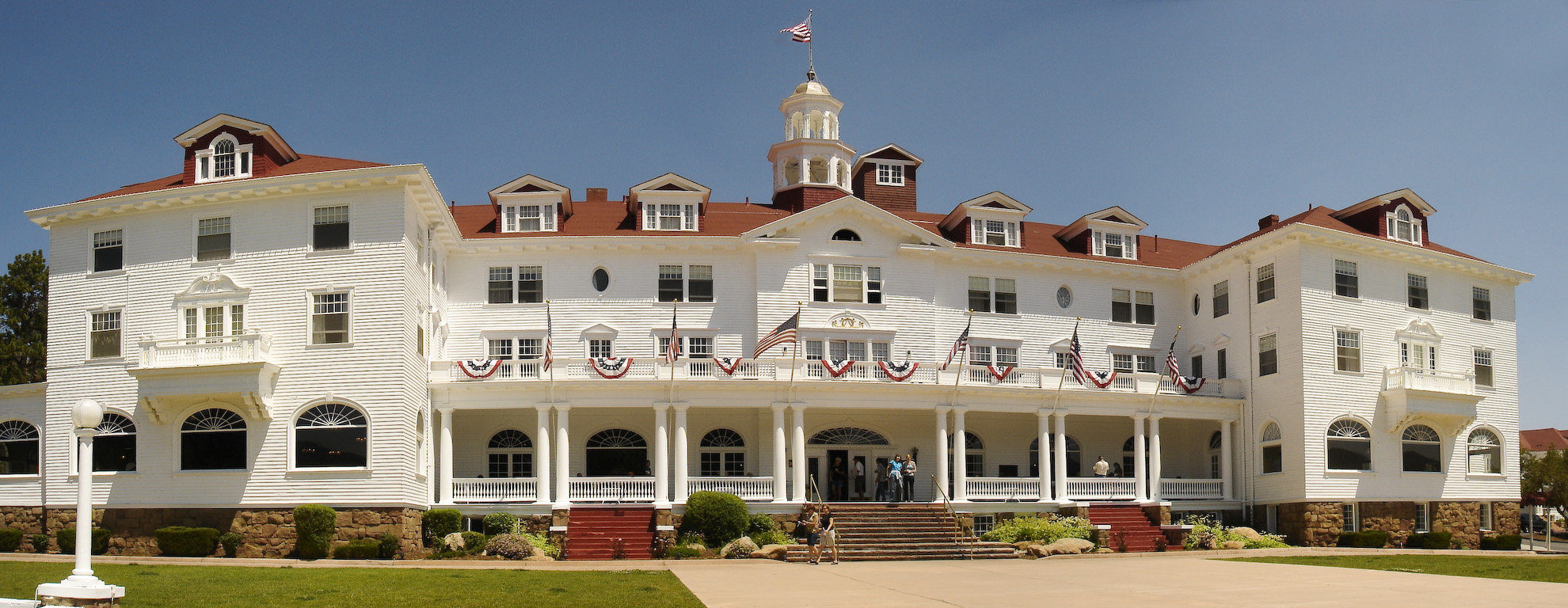
史丹利酒店，1974年史蒂芬·金曾經入住過，啟發他創作全景酒店。

在寫完《魔女嘉莉》和《撒冷地》之後（兩本小說都是設定在史蒂芬·金的出生地緬因州的幾個小鎮），史蒂芬·金一直在尋找下一本書的腳步。「我想離開緬因州一年，這樣我的下一部小說才能有不同的背景。」史蒂芬·金在廚房的桌子上打開了美國地圖冊，並隨機指向一個地點，結果是科羅拉多州的波德。
1974年10月30日，史蒂芬·金和他的妻子塔比納入住了在科羅拉多州埃斯特斯公園附近的史丹利酒店。他們是那天晚上酒店裡僅有的兩個客人。「當我們到達時，他們正因為這個季節而準備關門，而我們發現自己是這個地方僅有的客人 — 加上所有那些長長、空洞的走廊」。他們入住房間217號，據說這房間曾經鬧鬼。這就是書中房間217號的出處。
这个故事属于超自然或者恐怖小说流派，使用了有意识(或者灵魂，如书中所述)的建筑的概念。这个观念可能最先在埃德加·爱伦·坡的《厄舍古屋的倒塌》（The Fall of the House of Usher）中被用到。
作者曾提到，『闪灵』包含着对酒精依赖，和对孩子父母间关系的探索。
闪灵在构造吸引人的故事情节方面堪称范例。与斯蒂芬·金的很多其他作品一样，故事在残酷无情的走到终点时到达其高潮。

## 改編作品

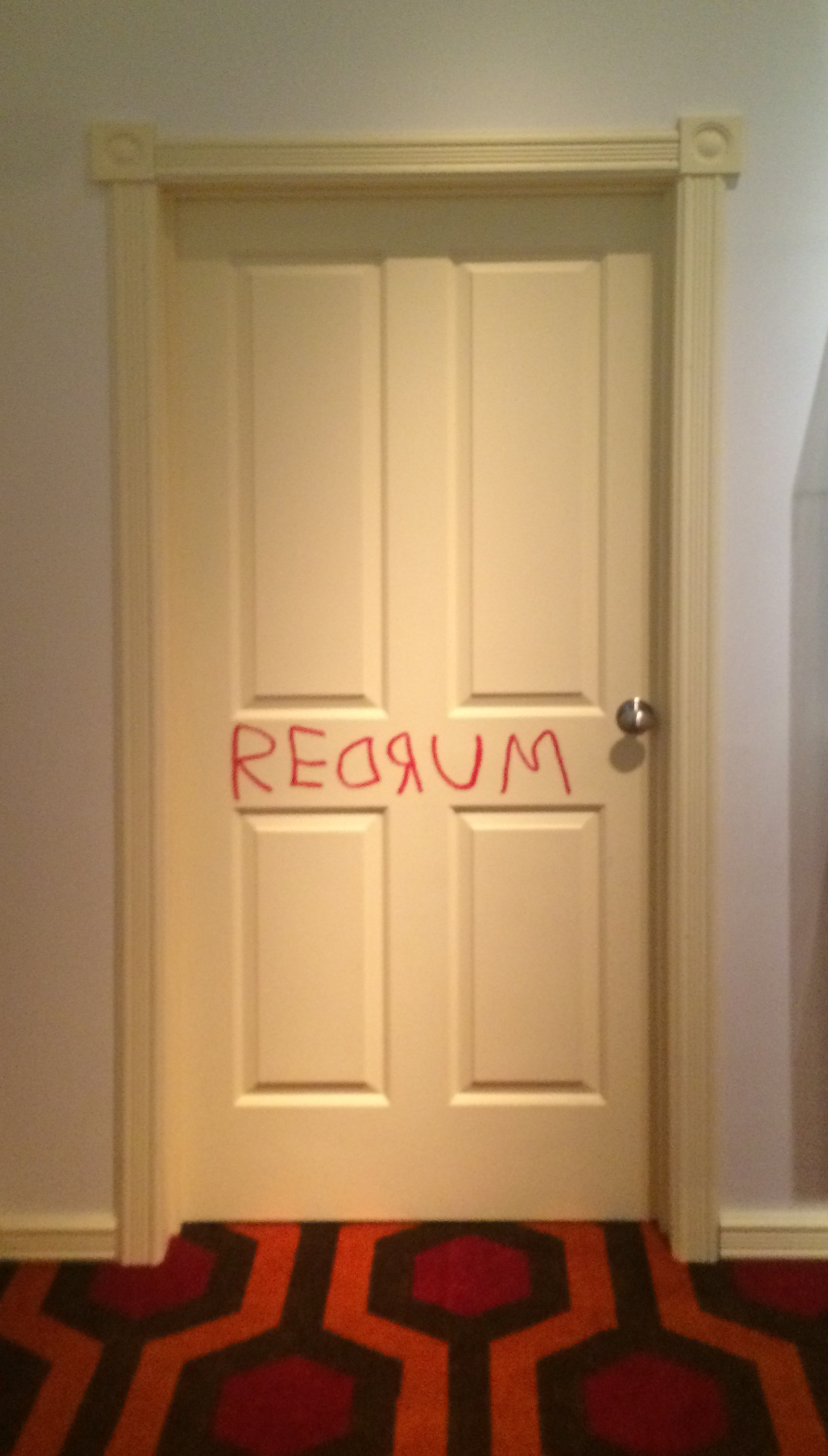
電影《閃靈》佈景設計的複製品。 史丹利庫柏力克：展覽，TIFF，加拿大。

小說被改編成1980年同名電影，由史丹利·庫柏力克執導，與黛安·約翰遜共同編劇。雖然史蒂芬·金對該改編電影仍然感到失望，批評電影處理小說的主題和溫蒂的性格，但電影被認為是有史以來最偉大的恐怖電影之一。
小說也被改編成電視迷你劇，於1997年首播。史蒂芬·金編劇並密切監督該劇的製作，以確保該劇遵循小說的故事。
小說也被改編成2016年的同名歌劇。
小說被改編成舞台劇，由伊沃·凡·霍夫執導，西蒙·斯蒂文斯編劇。

## 琐事
- 故事本来的背景是游乐场。但是在一次度假中，斯蒂芬·金和他的妻子住在科罗拉多州的Estes公园Stanley酒店，而酒店的工作人员正在那里为冬天做准备工作。Stanley酒店被用在ABC的连续剧中。斯蒂芬·金还曾提到杜傑克的原形就是他自己。

- 書名是源自约翰·列侬的歌曲《現世報》（Instant Karma!）。歌曲中有『We all shine on』（『人人都在發光發熱。』）这样一段歌词。斯蒂芬·金原本想给小说取名『The Shine』（『光彩』），但因发现该词是对黑人的一种蔑称而将其改成了The Shining。

## 外部連結
- 列在網路推理小說資料庫中的《The Shining》
- Bookpoi （页面存档备份，存于） - How to identify first edition copies of The Shining by Stephen King.